# Anomala viridana
Anomala viridana är en skalbaggsart som beskrevs av Hermann Julius Kolbe 1886. Anomala viridana ingår i släktet Anomala och familjen Rutelidae. Inga underarter finns listade i Catalogue of Life.